# Eucalyptus dielsii
Eucalyptus dielsii är en myrtenväxtart som beskrevs av C. Gardner. Eucalyptus dielsii ingår i släktet Eucalyptus och familjen myrtenväxter. Inga underarter finns listade i Catalogue of Life.